# ليندا تشنغ
ليندا تشنغ (بالإنجليزية: Lin Dai)‏ (و. 1934 – 1964 م) هي ممثلة، من جمهورية الصين الشعبية، ولدت في غويلين، توفيت في هونغ كونغ، عن عمر يناهز 30 عاماً.

## وصلات خارجية
- ليندا تشنغ على موقع IMDb (الإنجليزية)
- ليندا تشنغ على موقع ميوزك برينز (الإنجليزية)